# Alfred Kohn
Alfred Kohn (22. února 1867 Libyně – 15. ledna 1959 Praha) byl český histolog.

## Životopis
Kohn byl jedním z osmi dětí malého obchodníka a hostinského v Libyni č.p. 51. Po absolvování pražského staroměstského gymnázia vystudoval Kohn lékařství na německé Karlo-Ferdinandově univerzitě v Praze. V roce 1891 se stal v Histologickém ústavu asistentem Siegmunda Mayera . V roce 1895 složil státní zkoušku a získal doktorský titul. O čtyři roky později se po rozsáhlých cestách mimo jiné do zoologické stanice v Terstu habilitoval z histologie prací o nadledvinkách žraloků. V roce 1911 se stal Mayerovým nástupcem jako řádný profesor.
26 let vedl Histologický ústav Lékařské fakulty Německé univerzity v Praze. Objevil podstatu a původ příštítných tělísek a stal se průkopníkem výzkumu chromafinních buněk a sympatických paraganglií. Kohnovy články se pokrývaly témata endokrinologie, včetně hypofýzy, intersticiálních buněk varlat a vaječníků. Všechny jeho studie byly založeny na deskriptivních a srovnávacích histologických a embryologických pozorováních. Kohn byl dvakrát děkanem německé lékařské fakulty a čestným členem mnoha vědeckých společností. Opakovaně byl nominován na Nobelovu cenu za fyziologii a lékařství. Pro svůj židovský původ byl v roce 1939 vyloučen z Deutsche Gesellschaft der Wissenschaften und Künste für die Tschechoslowakische Republik a v roce 1943 transportován do ghetta Terezín. Po 2. světové válce žil v Praze. Ke svým 90. narozeninám byl zvolen čestným prezidentem Anatomické společnosti a vyznamenán Řádem práce.